# كفر السكرية
كفر السكرية، قرية رئيسية توأمية تابعة لمركز تلا التابع لمحافظة المنوفية في جمهورية مصر العربية.

## السكان
بلغ عدد سكان كفر السكرية 3,922 نسمة، منهم 1،982 رجل و1،940 إمرأة، حسب الإحصاء الرسمي لعام 2006.